# Stephan Groetzner
Stephan Groetzner (* 5. Oktober 1965 in Hamburg) ist ein deutscher Autor.

## Leben
Stephan Groetzner arbeitete in verschiedenen Berufen, bevor er eine Ausbildung am Konservatorium für Katholische Kirchenmusik an der Rheinischen Musikschule in Köln begann. Anschließend war er als Organist und Chorleiter in Erftstadt tätig. 
1997 bis 1999 arbeitete er als Wachtmeister beim Landgericht Potsdam. 
Später betätigte er sich als Galerist, Barkeeper und Mitbetreiber eines Literaturcafés, bevor er sich ausschließlich dem Schreiben widmete. 
Stephan Groetzner lebt und arbeitet in Berlin.

## Preise
- 1998: Preisträger beim 6. Open Mike der literaturWERKstatt Berlin
- 2014: Literaturpreis Wartholz[1]

## Werke
- Die Kuh in meinem Kopf Literaturverlag Droschl, Graz 2012
- So ist das Literaturverlag Droschl, Graz 2013
- Tote Russen Literaturverlag Droschl, Graz 2015